# Maciej Grabowski (żeglarz)
Maciej Grabowski (ur. 2 marca 1978 w Gdyni) – polski żeglarz, olimpijczyk z Sydney 2000, Aten 2004, Pekinu 2008.
Pierwszy polski żeglarz, który w jednym sezonie (2012) zdobył złote medale Mistrzostw Polski w dwóch różnych klasach olimpijskich: Laser i Star (z Arkadiuszem Ornowskim)
Żeglarz w olimpijskiej klasie Laser w której startuje od 1993 roku. Wielokrotny mistrz Polski w klasie Laser w latach 1995-2012 oraz w Match racingu w latach 1998-1999.
Czterokrotny uczestnik mistrzostw świata w latach: 1999 (11. miejsce), 2000 (7. miejsce), 2002 (21. miejsce), 2006 (39. miejsce).
Sześciokrotny uczestnik mistrzostw Europy w latach: 2001 (1. miejsce), 2002 (11. miejsce), 2003 (3. miejsce), 2004 (3. miejsce), 2005 (11. miejsce), 2006 (2. miejsce).
Czterokrotny zwycięzca regat o Puchar Świata w klasie Laser:
- Gdynia Sailling Days w 2001 roku
- Kieler Woche w roku 2003
- Trofeo Princesa Sofia w roku 2006
- Rolex Miami OCR w roku 2008.

Akademicki mistrz Świata oraz zdobywca złotego medalu Letniej Uniwersjady w roku 1999.
Zdobył tytuł mistrza Niemiec (1998), Szwecji (2001) oraz Nowej Zelandii.
Na igrzyskach olimpijskich w roku 2000 zajął 7. miejsce, w roku 2004 w zajął 11. miejsce a w 2008 roku zajął 16. miejsce.
W roku 2012 zdobył złoty medal na mistrzostwach Wschodniej Półkuli w klasie Star.
W roku 2013 na Mistrzostwach Europy Master, które odbyły się w Landskoronie wywalczył złoty medal w klasie Laser.
Zawodnik Arki Gdynia, YKP Gdynia Sopockiego Klubu Żeglarskiego, Pogoni Szczecin, obecnie reprezentuje YK Stal Gdynia.